# Adynaton
Een adynaton (van het Oudgriekse ἀδύνατον, "onmogelijk") is een stijlfiguur waarbij iets wat niet mogelijk is, op een buitensporige manier wordt beschreven, alsof het wel mogelijk was. Hiermee kan bijvoorbeeld een humoristisch effect beoogd zijn, of er wordt een bepaalde wijsheid mee verkondigd.
Een adynaton berust in principe altijd op beeldspraak. Vaak heeft deze stijlfiguur de vorm van een versteende uitdrukking of een spreekwoord:
- Eerder zal een kameel door het oog van een naald gaan, dan dat een rijke het koninkrijk Gods zal binnengaan.[1]
- Als de hemel valt, hebben we allemaal een blauwe hoed.[2]
- Eerder zal een muis een leeuw verslinden,
eerder zal de kat de klok opwinden[3]

## Gebruik
De adynaton wordt in vrijwel alle literaire genres gebruikt: in proza (bijvoorbeeld  in de surrealistische romans), in poëzie (tijdens de Oudheid al door Vergilius en later in het bijzonder tijdens het dadaïsme) en in drama. Daarnaast komt het verschijnsel ook in de gesproken taal vrij veel voor.

## Verwante begrippen
Een adynaton is altijd een overdrijving. Als stijlfiguur is hij zeer nauw verwant aan de hyperbool; het enige verschil is dat deze laatste stijlfiguur vaak nog wat serieuzer bedoeld is.